# 徐鍇
徐 鍇（じょ かい、921年 - 975年）は、中国の五代十国時代の学者。字は楚金。揚州江都県の出身。本貫は越州会稽県。
兄の徐鉉とともに篆書によく通じて二徐と並び評され、兄に対し小徐と呼ばれた。篆書を中心とした後漢の漢字字典『説文解字』の注釈者として知られる。

## 生涯
呉の順義元年（921年）、揚州江都県に生まれる。兄の徐鉉と並んで利発であり、また大変な読書家であったという。
成長後は官吏となり、徐鉉とともに南唐に仕え、虞部員外郎、屯田郎中、知制誥、集賢院学士、右内史舎人などを歴任した。徐鉉同様、歴代皇帝の信任篤く、またそのすさまじい文献蒐集能力により大量の書物を集めて「南唐の蔵書、天下に冠たり」とまで言わしめ、文化王朝であった南唐を支えた。
徐鍇が特に得意としたのが徐鉉と同じく篆書であった。文献の校訂能力に長けた徐鍇は、徐鉉より早く後漢の篆書を中心とした漢字字典『説文解字』に注釈をつけ、『説文解字繋伝』という注釈書を作り上げた。この書は徐鉉が校訂した『説文解字』を「大徐本」というのにならい「小徐本」と呼ばれる。また文字を四声（アクセント）によって配列した『説文解字韻譜』という書も作った。
このように徐鉉と並んで学者として大きく飛翔した徐鍇であったが、開宝8年（975年）、南唐が北宋から攻撃を受け滅亡したことによりその人生が破滅する。この時徐鉉や最後の皇帝李煜とともに北宋の首都の開封に連行されることになったのであるが、徐鍇は北宋に囚われるをよしとせず、憂悶した挙句北宋領内に入った途端に急死したのである。享年は55。

## 著書
『説文解字繋伝』・『説文解字韻譜』以外は散佚し、現在伝わっていない。
- 『説文解字繋伝』
- 『説文解字韻譜』（『説文解字篆韻譜』とも呼ばれる）
- 『説文解字隠音』
- 『方輿記』
- 『古今国典』
- 『歳時広記』